# Cylichna nucleolus
Cylichna nucleolus är en snäckart som först beskrevs av Reeve 1855.  Cylichna nucleolus ingår i släktet Cylichna och familjen Cylichnidae. Inga underarter finns listade i Catalogue of Life.